# Max Holste
Max Holste (Nice, França, 13 de setembro de 1913 - Toulon, França, 19 de agosto de 1998) foi um engenheiro aeronáutico e industrial francês, fundou em 1946 empresa fabricante de aeronaves de mesmo nome, localizada em Reims, França (depois Reims Aviation). Sua empresa desenvolveu e produziu muitas aeronaves civis e militares com motor a pistão, incluindo o famoso MH-1521 Broussard.
Afastado da empresa da qual era presidente pela americana Cessna, que se tornara acionista majoritária, Max Holste exilou-se então no Brasi. A partir de uma reunião, para a qual foi convidado, com o então diretor do IPD, Coronel Ozires Silva, e os renomados projetistas de aeronaves José Carlos Neiva e Joseph Kovacs, na qual lhe foi apresentado um plano para construção de um avião de transporte no Brasil, Max Holste propôs a produção do seu modelo Broussard Major, um avião de asa alta impulsionado por dois motores a pistão. Porém, durante a reunião, Max acabou convencido a participar do desenvolvimento de uma nova aeronave, cujo projeto foi apresentado ao IPD em 29 de março de 1965. Deste, nasceu o projeto IPD-6504, que veio a ser desenvolvido por ele mesmo e uma equipe de engenheiros liderados por Ozires Silva, resultando na aeronave  Bandeirante, para cuja produção industrial foi fundada a EMBRAER - Empresa Brasileira de Aeronáutica, em 29 de Julho de 1969, em São José dos Campos, São Paulo.